# Urceolina
Urceolina is een geslacht uit de narcisfamilie (Amaryllidaceae). De soorten komen voor van Centraal-Amerika tot in Bolivia en Noord-Brazilië.

## Soorten
- Urceolina amazonica (Linden ex Planch.) Christenh. & Byng
- Urceolina astrophiala Ravenna
- Urceolina ayacucensis Ravenna
- Urceolina bakeriana (N.E.Br.) Traub
- Urceolina bonplandii (Kunth) Traub
- Urceolina bouchei (Woodson & P.Allen) Traub
- Urceolina candida (Planch. & Linden) Traub
- Urceolina castelnaeana (Baill.) Traub
- Urceolina caucana (Meerow) Christenh. & Byng
- Urceolina corynandra Ravenna
- Urceolina cuzcoensis Vargas
- Urceolina cyaneosperma (Meerow) Christenh. & Byng
- Urceolina formosa (Meerow) Christenh. & Byng
- Urceolina fulva Herb.
- Urceolina hartwegiana (Herb.) Traub
- Urceolina korsakoffii (Traub) Traub
- Urceolina latifolia (Herb.) Benth. & Hook.f.
- Urceolina lehmannii (Regel) Traub
- Urceolina microcrater Kraenzl.
- Urceolina moorei (Baker) Christenh. & Byng
- Urceolina oxyandra Ravenna
- Urceolina plicata (Meerow) Christenh. & Byng
- Urceolina robledoana (Vargas) Traub
- Urceolina ruthiana (L.Jost, Oleas & Meerow) Christenh. & Byng
- Urceolina sanderi (Baker) Traub
- Urceolina subedentata (Baker) Traub
- Urceolina tenera (Baker) Traub
- Urceolina ulei (Kraenzl.) Traub
- Urceolina urceolata (Ruiz & Pav.) Asch. & Graebn.
- Urceolina × grandiflora (Planch. & Linden) Traub

... · 
Acis · 
Amaryllis · 
Boophone · 
Clivia · 
Crinum (Haaklelie) · 
Galanthus (Sneeuwklokje) · 
Hippeastrum · 
Hymenocallis · 
Leucojum (Narcisklokje) · 
Narcissus (Narcis) · 
Pancratium · 
Scadoxus · 
Sprekelia · 
Sternbergia · 
...